# Кардулло, Паола
Паола Кардулло (итал. Paola Cardullo; р. 18 марта 1982, Оменья, провинция Вербано-Кузьо-Оссола, область Пьемонт, Италия) — итальянская волейболистка. либеро. Чемпионка мира 2002, обладательница Кубка мира 2007, двукратная чемпионка Европы (2007, 2009).

## Биография
Игровая карьера 14-летней Паолы Кардулло началась в 1996 году в молодёжной команде родного города Оменья, выступавшей в серии D чемпионата Италии. Со следующего года волейболистка играла уже за основную команду клуба в серии В1 (третий по значимости дивизион). С 1999 выступала за команду из Трекате, с которой в 2001 вышла в серию А1 и в преддверии дебюта в ведущем волейбольном дивизионе Италии вместе с клубом перебазировалась в Новару. За местный «Асистел Воллей» Кардулло играла вплоть до 2009, трижды за это время став призёром чемпионата Италии, а также выиграв Кубок страны, дважды — Суперкубок и один раз Кубок Лиги. На клубной европейской арене спортсменка, выступая за Новару, побеждала в Кубке ЕКВ и Кубке топ-команд и дважды становилась призёром Лиги чемпионов.
В 2009 Кардулло перешла в команду «Карнаги» из города Вилла-Кортезе, за которую выступала на протяжении двух сезонов. За этот период коллекция наград волейболистки пополнилась «серебром» и «бронзой» чемпионатов страны и двумя победами в Кубке Италии. В 2011—2012 Кардулло играла за ведущий французский клуб — «Расинг Клуб де Канн», выиграв вместе с ним чемпионат и Кубок Франции, а также серебряные медали Лиги чемпионов. В 2013 Паола вернулась в Италию, но из-за травмы колена и последовавшей операции вынуждена была целиком пропустить игровой сезон. В 2014 была заявлена за «Форли», но уже в декабре того же года перешла в одну из ведущих команд страны — «Нордмекканику-Ребекки» из Пьяченцы, с которой стала бронзовым призёром чемпионата Италии 2014/2015. С 2015 выступала за «Фоппапедретти» (Бергамо). В её составе в 2016 в 4-й раз в карьере стала обладателем Кубка страны.
В 1999—2000 Паола Кардулло входила в состав юниорских сборных страны различных возрастов. В 1999 принимала участие в чемпионатах Европы и мира среди девушек, а в 2000 выиграла «серебро» молодёжного чемпионата Европы.
В 2001 году Кардулло впервые была включена в состав национальной сборной Италии, несмотря на то, что даже не имела игрового опыта выступлений в высшем дивизионе чемпионата страны. 13 июня Паола дебютировала в главной сборной страны в матче против США на традиционном турнире в швейцарском Монтрё. В своём первом международном официальном турнире Кардулло, исполнявшая в итальянской команде роль либеро, стала чемпионкой Средиземноморских игр, а затем дошла со своей сборной до финала чемпионата Европы, где итальянки лишь в пяти партиях уступили российским волейболисткам. Через год Кардулло в составе национальной команды Италии выиграла «золото» мирового чемпионата, проходившего в Германии. Всего же в ходе своей карьеры в составе «скуадры адзурры», продолжавшейся с перерывами до 2014 года, волейболистка приняла участие в двух Олимпиадах (2004 и 2008), четырёх чемпионатах мира (2002, 2006, 2010, 2014), двух розыгрышах Кубка мира (2003 и 2007), пяти чемпионатах Европы (2001, 2003, 2005, 2007, 2009) и ещё в целом ряде других крупнейших международных соревнований, неоднократно становясь победителем и призёром. 5 раз Кардулло признавалась лучшей либеро официальных международных турниров, а в 2003 — лучшим игроком Гран-при. Всего же на момент окончания карьеры в сборной Италии (после чемпионата мира 2014) на счету Паолы Кардулло 288 матчей, проведённых в форме национальной команды.

### Клубная карьера
- 1996—1999 —  «Оменья»;
- 1999—2003 —  «AGIL Воллей»/«Асистел» (Трекате/Новара);
- 2003—2009 —  «Асистел Воллей» (Новара);
- 2009—2011 —  «Карнаги» (Вилла-Кортезе);
- 2011—2012 —  «Расинг Клуб де Канн» (Канны);
- 2013—2014 —  «Лю-Джо Воллей» (Модена);
- 2014 —  «Форли»;
- 2015—2015 —  «Нордмекканика-Ребекки» (Пьяченца);
- 2015—2018 —  «Фоппапедретти» (Бергамо);
- 2018—2019 —  «Лардини» (Филоттрано);
- 2019—2020 —  «Савино Дель Бене» (Скандиччи).

## Достижения

### Со сборными Италии
- чемпионка мира 2002.

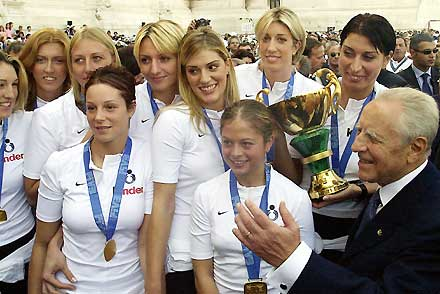
Итальянские волейболистки — чемпионки мира 2002 — на приёме у президента Италии. На переднем плане в центре — Паола Кардулло.

- победитель розыгрыша Кубка мира 2007.
- победитель розыгрыша Всемирного Кубка чемпионов 2009.
- серебряный (2004) и бронзовый (2008) призёр Мирового Гран-при.
- двукратная чемпионка Европы — 2007, 2009;
  - двукратный серебряный призёр чемпионатов Европы — 2001, 2005.
- чемпионка Средиземноморских игр 2001.
- серебряный призёр чемпионата Европы среди молодёжных команд 2000.

### С клубами
- 4-кратный серебряный (2004, 2009, 2010, 2011) и двукратный бронзовый (2007, 2015) призёр чемпионатов Италии.
- 4-кратный победитель розыгрышей Кубка Италии — 2004, 2010, 2011, 2016;
  - серебряный призёр Кубка Италии 2009.
- двукратный победитель розыгрышей Суперкубка Италии — 2003, 2005.
- победитель розыгрыша Кубка Лиги 2007.
- чемпионка Франции 2012.
- победитель розыгрыша Кубка Франции 2012.
- двукратный серебряный (2005, 2012) и бронзовый (2008) призёр Лиги чемпионов ЕКВ.
- победитель розыгрыша Кубка Европейской конфедерации волейбола (ЕКВ) 2009;
  - бронзовый призёр Кубка ЕКВ 2007.
- победитель розыгрыша Кубка топ-команд ЕКВ 2006.

### Индивидуальные
- 2002: лучшая либеро чемпионата мира.
- 2002: лучшая либеро «финала четырёх» Кубка Европейской конфедерации волейбола (ЕКВ).
- 2003: MVP (самый ценный игрок) Гран-при.
- 2004: лучшая либеро Кубка Италии.
- 2004: лучшая либеро Олимпийских игр.
- 2005: лучшая либеро «финала четырёх» Лиги чемпионов ЕКВ.
- 2005: лучшая либеро Суперкубка Италии.
- 2006: лучшая либеро «финала четырёх» Кубка топ-команд.
- 2007: лучшая либеро чемпионата Европы.
- 2007: лучшая либеро Кубка мира.
- 2008: лучшая либеро «финала четырёх» Лиги чемпионов ЕКВ.
- 2009: лучшая либеро чемпионата Европы.
- 2010: лучшая либеро Кубка Италии.
- 2012: лучшая либеро «финала четырёх» Лиги чемпионов ЕКВ.

## Награды
- Кавалер ордена «За заслуги перед Итальянской Республикой» (8 ноября 2002)[4].
- Золотая цепь «За спортивные заслуги» (11 ноября 2004).